# Анструтер
Анструтер (шотл. гел. Ànstruthair, шотл. Ainster, англ. Anstruther) — містечко на сході Шотландії.

## Географія
Анструтер розташоване в області Файф, на північному узбережжі затоки Ферт-оф-Форт, за 14 км від містечка Сент-Ендрюс, за 30 км від Керколді, та за 44 км від Единбурга. За 10 км на сході від Анструтера, у Північному морі, розташований остів Мей. Містечко складаєся з двох частин: Східний Анструтер та Західний Анструтер.

## Клімат
У Анструтері помірно теплий морський клімат з прохолодним літом та м'якою зимою. Середня річна температура становить 8.3 °C. Середня кількість опадів у рік становить 659 мм. Найпосушливішим місяцем є лютий, з опадами 40 мм. Найбільше опадів випадає в серпні — 67 мм.
| Кліматограма Анструтера                                                                        | Кліматограма Анструтера | Кліматограма Анструтера | Кліматограма Анструтера | Кліматограма Анструтера | Кліматограма Анструтера | Кліматограма Анструтера | Кліматограма Анструтера | Кліматограма Анструтера | Кліматограма Анструтера | Кліматограма Анструтера | Кліматограма Анструтера |
| ---------------------------------------------------------------------------------------------- | ----------------------- | ----------------------- | ----------------------- | ----------------------- | ----------------------- | ----------------------- | ----------------------- | ----------------------- | ----------------------- | ----------------------- | ----------------------- |
| С                                                                                              | Л                       | Б                       | К                       | Т                       | Ч                       | Л                       | С                       | В                       | Ж                       | Л                       | Г                       |
| 60 5 −1                                                                                        | 40 6 −1                 | 47 9 1                  | 43 12 4                 | 52 14 6                 | 49 18 9                 | 57 19 11                | 67 18 10                | 62 16 8                 | 62 12 5                 | 63 9 2                  | 57 6 1                  |
| Середня макс. і мін. температури повітря (°C) Атмосферні опади (мм), за рік : 659 мм. Джерело: |                         |                         |                         |                         |                         |                         |                         |                         |                         |                         |                         |

## Історія
Анструтер було засноване королем Яковом I як королівське місто, на місці рибальського села. У 1583 році був заснований Східний Анструтер, в 1587 році — Західний Анструтер.

## Населення
Населення містечка становить 4 262 особи (2017).
| 2001  | 2011  | 2012  | 2016  | 2017  |
| ----- | ----- | ----- | ----- | ----- |
| 3 440 | 3 450 | 3 420 | 3 810 | 4 262 |

## Пам'ятки
- Музей шотландського рибальства

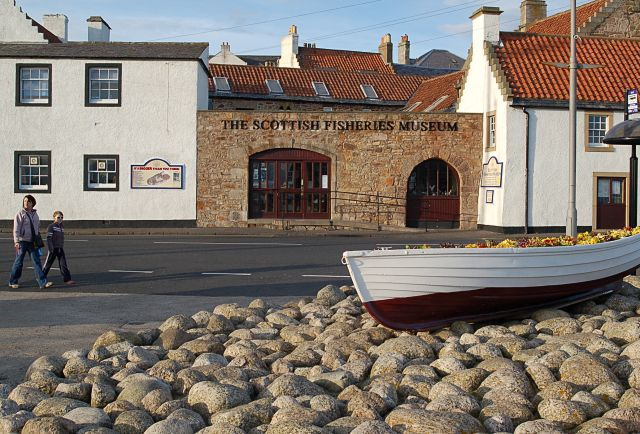
Музей шотландського рибальства

- Військовий меморіал Першої світової війни

## Відомі люди
- Едіт Бовман — шотландська журналістка, телеведуча та радіо-ді-джей.
- Ендрю Ловсон — шотландський та канадський геолог, професор університету Берклі.
- Брюс Локгарт — британський дипломат.
- Девід Мартін — шотландський художник та гравер.
- Томас Чальмерс — шотландський релігійний діяч, вчений-богослов, професор, діяч Шотландської церкви та лідер Вільної церкви Шотландії.

## Міста-побратими
- : Бапом Франція

## Галерея

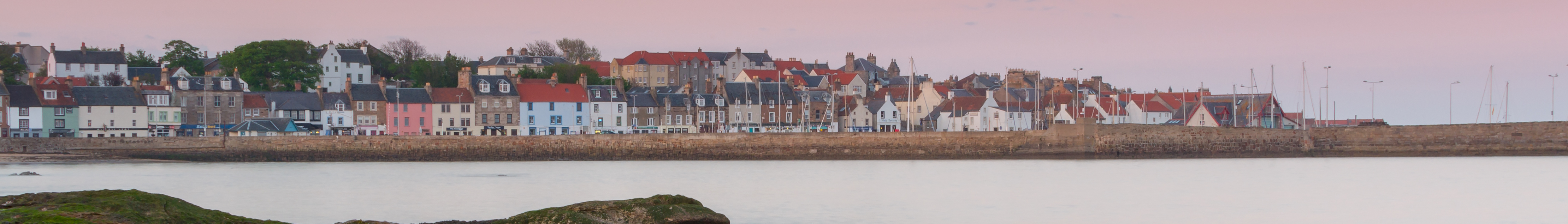

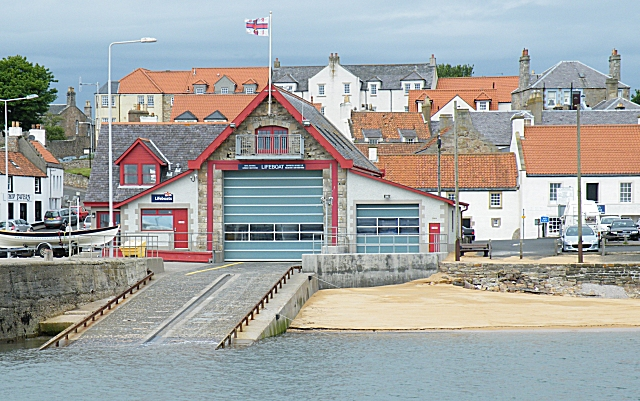
Рятувальна станція
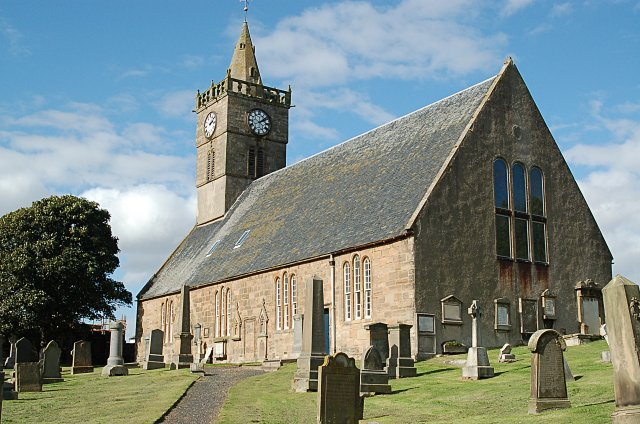
Парафіяльна церква
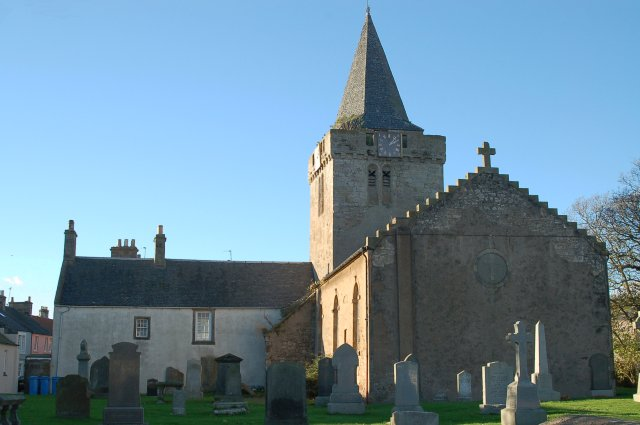
Церква Святого Ніколаса
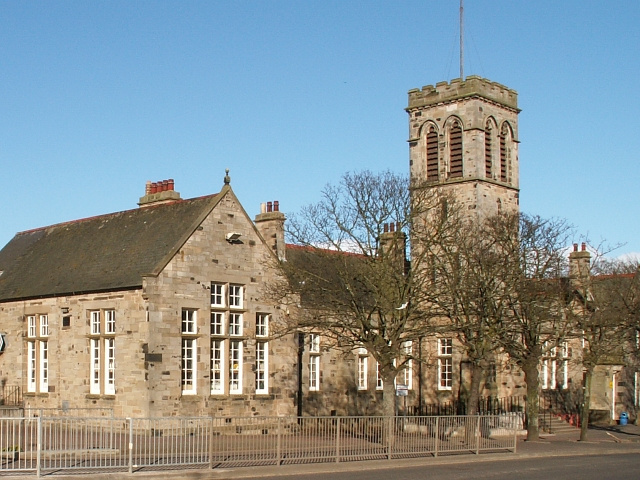
Академія Вайд
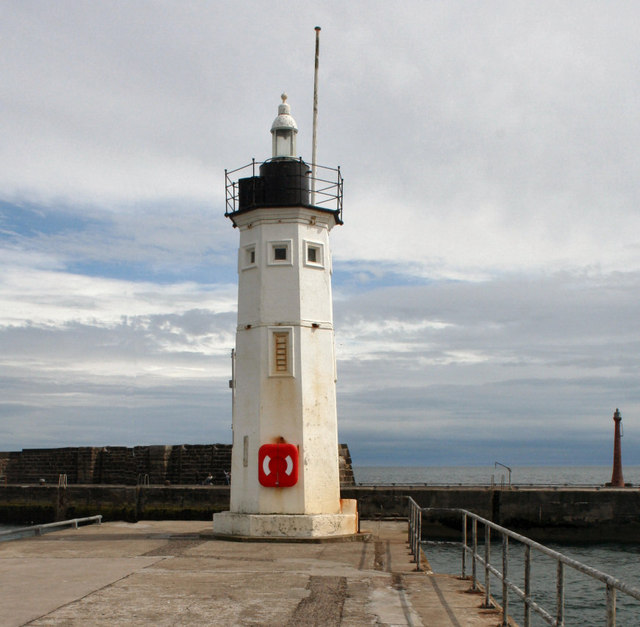
Маяк

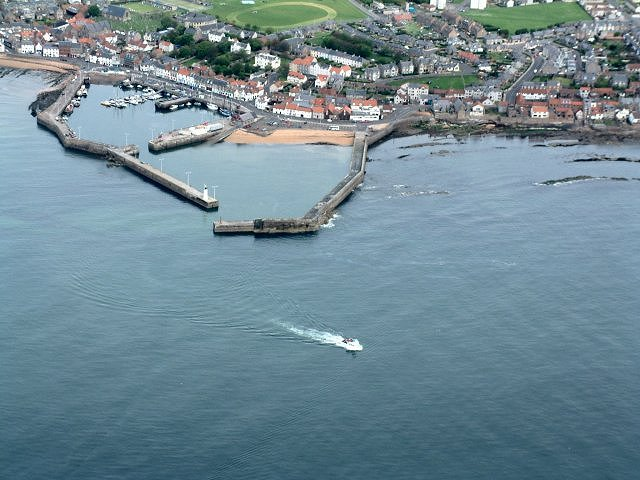
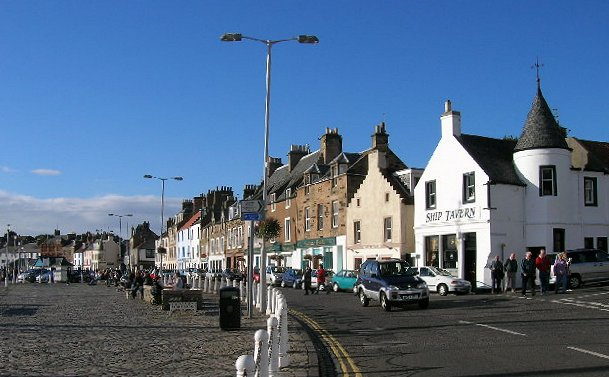
Набережна
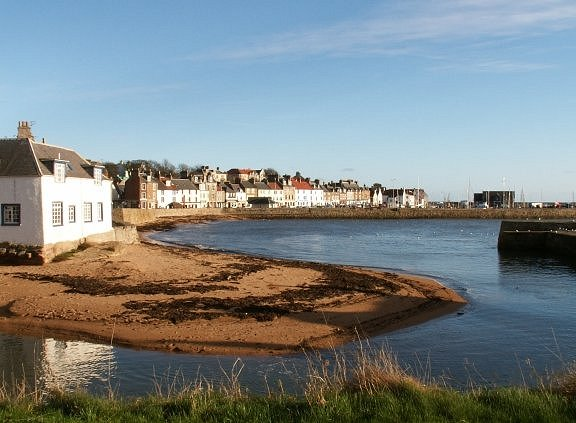
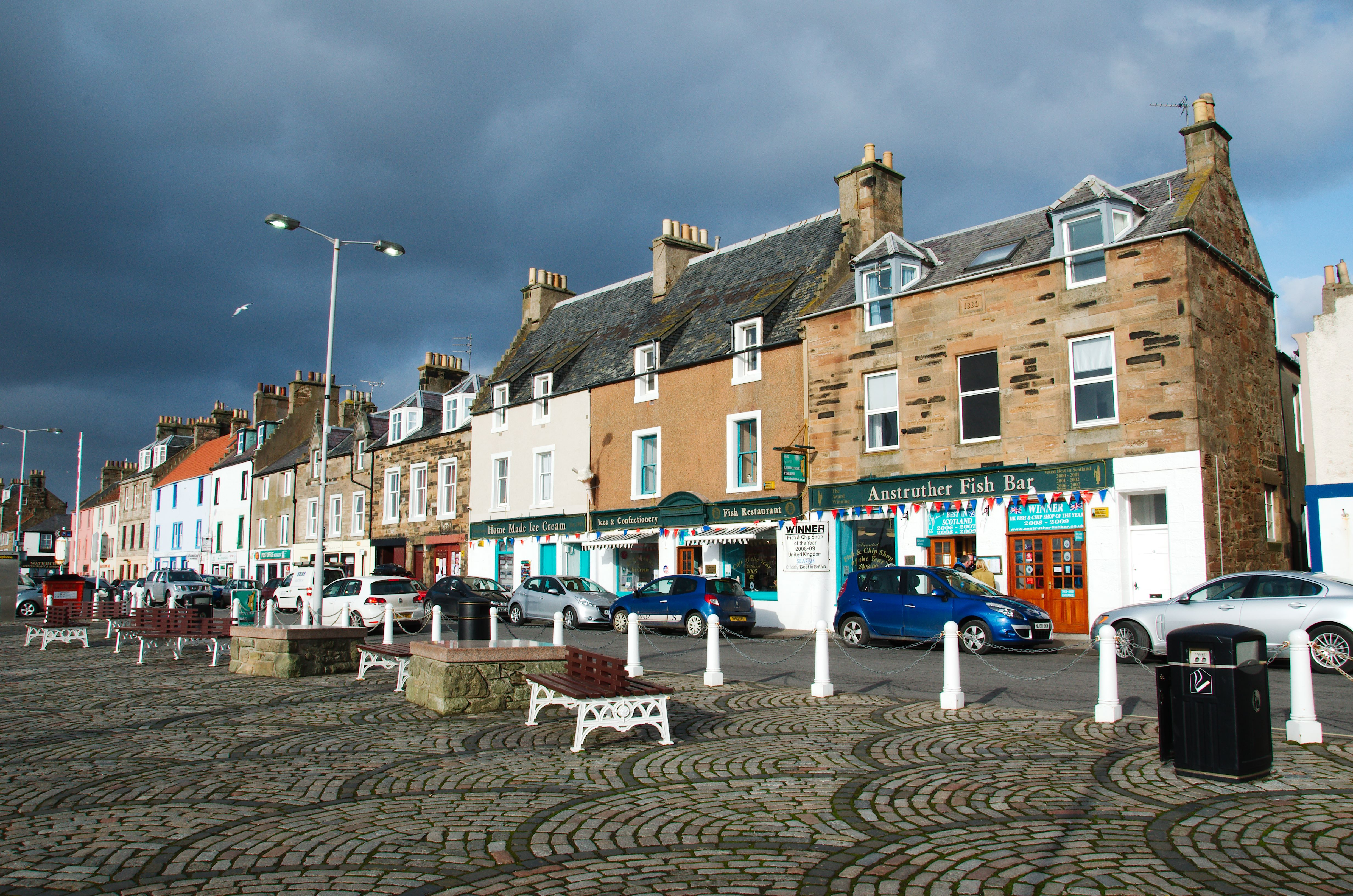
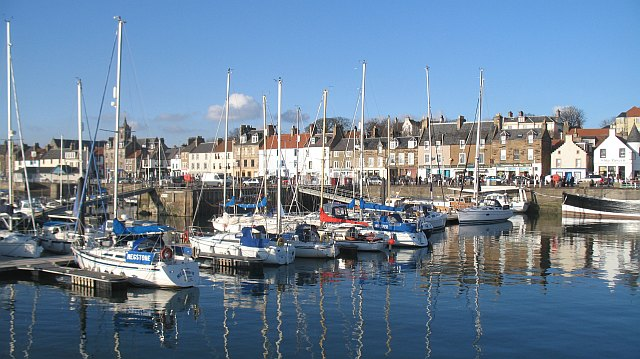